# Göteborg Landvetter repülőtér
A Göteborg Landvetter repülőtér (IATA: GOT, ICAO: ESGG) Svédország egyik nemzetközi repülőtere, egyúttal Göteborg második nemzetközi repülőtere. Éves utasforgalma 6 807 631 fő (2018).

## Futópályák
A repülőtér futópályái:
- 03/21 (3300 m, 45 m, aszfalt)

## Forgalom
Az utasforgalom az elmúlt években az alábbi módon változott:
| Utasok száma | 4 081 806 | 4 355 442 | 3 689 486 | 4 905 946 | 5 002 499 | 5 215 928 | 6 375 778 | 6 807 631 | 1 576 787 | 4 447 037 |
|              | 2005      | 2007      | 2009      | 2011      | 2013      | 2014      | 2016      | 2018      | 2020      | 2022      |